# Nazionale femminile di pallacanestro del Perù
La nazionale femminile di pallacanestro del Perù è la rappresentativa cestistica del Perù ed è posta sotto l'egida della Federazione cestistica del Perù.

## Piazzamenti

### Campionati del mondo
- 1953 - 7°
- 1957 - 11°
- 1964 - 7°
- 1983 - 13°

### Campionati americani
- 1989 - 8º

### Campionati sudamericani
- 1948 -  3º
- 1950 -  3º
- 1952 - 5º
- 1954 - 4º
- 1956 - 6º

- 1958 - 4º
- 1960 - 4º
- 1962 - 5º
- 1965 -  3º
- 1967 -  3º

- 1968 - 5º
- 1970 - 6º
- 1972 -  2º
- 1974 - 4º
- 1977 -  1º

- 1981 -  2º
- 1984 -  3º
- 1986 -  2º
- 1989 -  2º
- 1997 - 7º

- 2001 - 4º
- 2003 - 6º
- 2006 - 7º
- 2013 - 8º
- 2014 - 8º

- 2016 - 8º
- 2018 - 8º

### Giochi panamericani
- 1987 - 6º

## Formazioni

### Campionati del mondo
Campionato mondiale femminile di pallacanestro 19534 Farfán, 5 Baluarte, 6 Bedregal, 7 Castillo, 8 Volpe, 9 Gallegos, 10 Espinoza, 11 Yip, 12 Carranza, 13 Favarato, 14 Delgado, 15 Díaz,        All. Lucrecia Velarde
Campionato mondiale femminile di pallacanestro 19573 Bourne, 4 Baluarte, 5 Salhuana, 6 Carranza, 7 Mendoza, 8 Di Laura, 9 Lossio, 10 Espinoza, 12 Adrianzén, 13 Flechelle, 14 Delgado, 16 Fulgosi,        All. Carlos Rojas y Rojas
Campionato mondiale femminile di pallacanestro 19644 Campbell, 5 E. Chávez, 6 Vargas, 7 S. Chávez, 8 Salhuana, 9 Asalde, 10 Mori, 11 Gallardo, 12 Torres, 13 Reyes, 14 Villacorta, 15 Mendoza,        All. Jim McGregor
Campionato mondiale femminile di pallacanestro 19834 Allison, 5 Pérez, 6 Luna, 7 Cosío, 8 Sueyras, 9 Manzur, 10 Picasso, 11 Junek, 12 Garcés, 13 Comas, 14 Menéndez, 15 Quelopana,        All. Heleno Fonseca

### Campionati americani
Campionato americano femminile di pallacanestro 1989Allison, Cannock, Cantella, Cosío, Flechelle, Luna, Prieto, E. Sangio, M. Sangio, Serpa, B. Tubino, F. Tubino, All. Nelson Isley

### Campionati sudamericani
Campionato sudamericano femminile di pallacanestro 1950Balbuena, Barla, Carpio, Ma. Cruz, Me. Cruz, Delgado, Espinoza, Gamarra, Gordillo, Heredia, López, Vargas, Velarde, Vidal, All. -
Campionato sudamericano femminile di pallacanestro 19523 Gordillo, 4 Heredia, 5 Gallegos, 6 Bedregal, 7 López, 8 Berrocal, 9 Cruz, 10 Espinoza, 11 Díaz, 12 Carranza, 13 Favarato, 14 Delgado,        All. -
Campionato sudamericano femminile di pallacanestro 1956Adrianzén, Bourne, Cruzel, Cuculiza, Flechelle, Fulgosi, González, Saletti, Salhuana, Sánchez, Virtikapa, All. Rómulo Ravina
Campionato sudamericano femminile di pallacanestro 1958Adrianzén, Bourne, Castillo, Delgado, Espinoza, Favarato, Flechelle, Fulgosi, Pinedo, Saletti, Salhuana, Sánchez, Virtikapa, Volpe, All. Carlos Rojas y Rojas
Campionato sudamericano femminile di pallacanestro 19603 Hernández, 4 B. Chávez, 5 E. Chávez, 6 Bedregal, 7 Castillo, 8 Saletti, 9 Reyes, 10 Espinoza, 11 Vallejos, 12 Carrasco, 13 Salhuana, 14 Delgado, 15 Descalzi, 16 Brush,        All. Melchor Guerrero
Campionato sudamericano femminile di pallacanestro 19654 Volpe, 5 E. Chávez, 6 B. Chávez, 7 Villacorta, 8 Salhuana, 9 Asalde, 10 Espinoza, 11 Ponce, 12 Montjoy, 13 Fernández, 14 Dávila, 15 Mendoza,        All. Bob Wendell
Campionato sudamericano femminile di pallacanestro 1977Allison, Dávila, Delgado, Manzur, Menéndez, Penagos, Picasso, Quelopana, Quintana, Román, Salhuana, Valenzuela, All. Jim Sims
Campionato sudamericano femminile di pallacanestro 1981Allison, Comas, Dávila, Garcés, Gasco, Junek, Manzur, Penagos, Picasso, G. Quelopana, R. Quelopana, Román, All. -
Campionato sudamericano femminile di pallacanestro 1989Allison, Aranzabal, Cannock, Cantella, Cosío, Del Carpio, Flechelle, Luna, Prieto, Rizo Patrón, Sangio, Serpa, Sueyras, All. Nelson Isley
Campionato sudamericano femminile di pallacanestro 20064 Figueroa, 5 Valdivieso, 6 Zubiate, 7 Scamarone, 8 Villanueva, 9 Garrido, 10 García, 11 Jiménez, 12 Debenedetti, 13 Sueyras, 14 Ayala, 15 Pino,        All. -
Campionato sudamericano femminile di pallacanestro 20134 De Lorenzi, 5 Porras, 6 Debenedetti, 7 Scamarone, 8 García, 9 Esparta, 10 Quiroz, 11 Duarte, 12 Plasencia, 13 Vega, 14 González,        All. Daniel Álvarez
Campionato sudamericano femminile di pallacanestro 20144 García, 5 Porras, 6 Debenedetti, 7 Scamarone, 8 Farfán, 9 Vera, 10 Quiroz, 11 Duarte, 12 Plasencia, 13 Vega, 14 Gómez, 15 Cueto,        All. Daniel Álvarez
Campionato sudamericano femminile di pallacanestro 20164 Bellatín, 5 Espinoza, 6 Porras, 7 García, 8 Farfán, 9 Mansilla, 10 Vera, 11 Duarte, 12 Cosmopolis, 13 Vega, 14 Ortiz, 15 Protto,        All. Mariano Yvanicki
Campionato sudamericano femminile di pallacanestro 20184 Bellatín, 5 De Lorenzi, 6 García, 7 Escudero, 8 Farfán, 9 Mansilla, 10 Quiroz, 11 Parodi, 12 Cosmopolis, 13 Vega, 14 Guerrero, 15 Cueto,        All. Xavier Padilla

### Giochi panamericani
Pallacanestro femminile ai X Giochi panamericani4 Salini, 5 Marchig, 6 Luna, 7 Cosío, 8 Ezeta, 9 Manzur, 10 Picasso, 11 Sangio, 12 Garces, 13 Borjas, 14 Zegarra, 15 Alzagara,        All. -